# Театрон
Театрон је часопис за позоришну историју и театрологију. Као своје гласило покренуо га је 1974. године Музеј позоришне уметности Србије. Објављивање часописа Театрон од његовог излажења финансира Министарство културе и информисања. Часопис има научни статус домаћег научног часописа.
Године 2005. објављено је заједничко издање часописа Сцена и Театрон (Сцена & Театрон), поводом обележавања 50 година Стеријиног позорја.
Бројеви објављени после 2007. године могу се преузети на у архиви часописа, на сајту Музеја.

## Концепт часописа
Часопис Театрон има за циљ  да презентује научно-истраживачке радове о историји националног позоришта и утицаја других култура на развој позоришне уметности и савремених токова у развоју позоришног живота у Србији. Часопис такође презентује и значај и улогу позоришне уметности Србије у позоришном животу некадашње државе Југославије.
Часопис обухвата историјске теме, текстове и преписке из старих рукописа, истраживања и студије из српске позоришне историје, место и значај у светским оквирима, хронике, студије личности. Такође објављује драмска дела која су добила друштвена признања, необјављена драмска дела значајних српских писаца и изложбе. У часопису су заступљени и оригинални научни, стручни и прегледни радови, прикази старих рукописа и књига, документа научноистраживачки радови или чланци из области позоришне уметности.

## Уредништво и редакција
Од оснивања часописа 1974. године на месту главног и одговорног уредника налазио се Петар Волк. На том месту га је 1979. заменио Синиша Јанић, затим Драгован Јовановић 1980, Зоран Филиповић 1983, Зоран Т. Јовановић 1994, Миодраг Ђукић 1997, главни и одговорни уредник Ксенија Радуловић 2003. Од 2012. године Ксенија Радуловић обавља функцију главног уредника, док је на месту одговорног уредника Момчило Ковачевић.
Од 2013. одговорни уредник је Момчило Ковачевић, док је на месту главног уредника писац, драматург, театролог, позоришни и књижевни критичар Радомир Путник. Редакцију чине, осим Ковачевића и Путника: Весна Крчмар, Мирјана Одавић, Оља Стојановић и Милан М. Милошевић.